# Гутьеррес, Элизабет
Элизабет Гутьеррес Неварес (англ. Elizabeth Gutierrez Nevarez ; род. 1 апреля 1979, Лос-Анджелес, Калифорния, США) — латиноамериканская актриса и модель.

## Биография
Элизабет родилась в США, младшей из восьмерых детей, у неё шесть сестер и один брат. В пятилетнем возрасте переехала в Халиско (Мексика), где пошла в религиозную школу, в десять лет семья вернулась в США.
В 2003 начала свою актёрскую карьеру во втором реалити-шоу «Protagonistas de novela». В 2005 году дебютировала в теленовелле «Никогда не забуду тебя».
С 2003 года в гражданском браке с актёром Уильямом Леви от которого у неё есть сын Кристофер Леви и дочь Кайли Леви

## Фильмография
- 2006 Никогда не забуду тебя (Olvidarte jamás) — Исабела Нейра
- 2007 Загнанная (Acorralada) — Паола
- 2007 Купленная любовь (Amor comprado) — Мариана Гомес
- 2008 Лицо Аналии (El rostro de Analía) — Ана Лусия 'Аналия' Монкада/ Мариана Андраде де Монтиел
- 2009 Дикое сердце (Corazón salvaje) — Росанда Монтес де Ока
- 2010 Призрак Элены  (El fantasma de Elena) — Элена Лафе
- 2012 Лик Мести (El Rostro de la Venganza) — Мариана